# 盧帕列韋
46°41′49″N 31°58′46″E / 46.69694°N 31.97944°E
盧帕列韋（烏克蘭語：Лупареве），是烏克蘭南部的村莊，隸屬尼古拉耶夫州的尼古拉耶夫區。該村面積0.94平方公里，海拔高度6米，2001年人口1,268，人口密度每平方公里1,348.9人。